# Cololabis saira
La Cololabis saira, conocida como paparda del Pacífico o caballa aguja, es una especie de pez que pertenece a la familia Scomberesocidae. Sirve de alimento común en diversas gastronomías de Asia Oriental.

## Biología

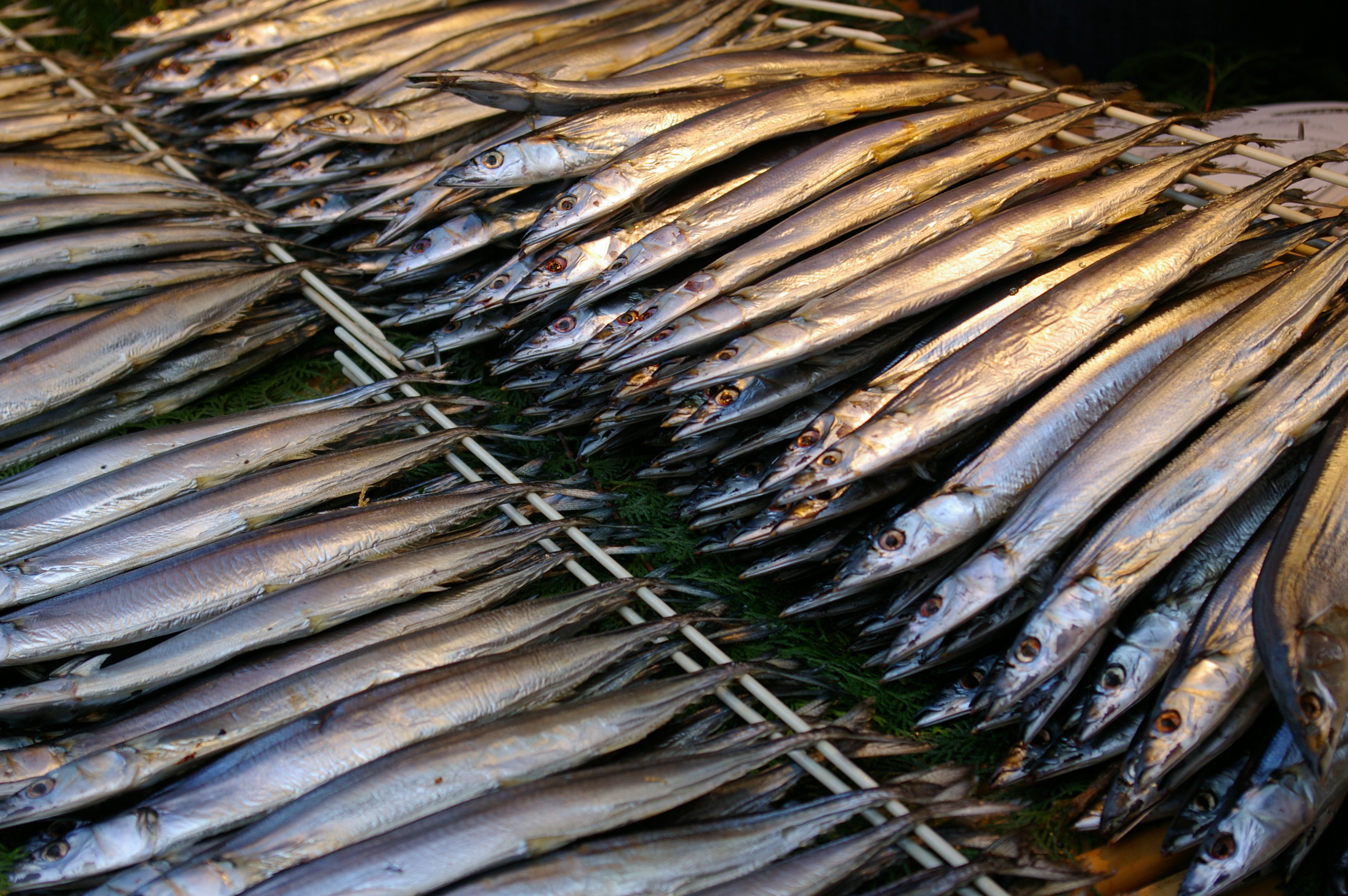
Paparda del Pacifico seca

La paparda del Pacifico es un pez caracterizado por su boca pequeña, cuerpo alargado, una fila de pequeñas aletas ubicadas entre las aletas dorsal y anal, y una cola bifurcada de tamaño reducido. Su coloración va de verde oscuro a azul en la parte dorsal, con un tono plateado en el vientre, y presenta pequeñas manchas de un azul brillante dispersas de manera irregular a lo largo de sus costados. 
Por lo general, mide entre 25-30 centímetros (9,8-11,8 plg) de largo cuando se captura, pero puede crecer hasta 40 centímetros (15,7 plg) de largo y alrededor de 180 gramos (6,3 oz) cuando se captura en otoño. La esperanza de vida de la paparda es de aproximadamente cuatro años. La paparda es un pez pelágico que normalmente se encuentra y se captura cerca de la superficie, pero también se lo puede encontrar a profundidades de hasta 230 metros (754,6 pies) . Cuando la paparda escapa de sus depredadores, flota en la superficie y es similar a otros peces del género.
Estos peces pelágicos que forman cardúmenes se encuentran en el Pacífico Norte, desde China, Corea y Japón hacia el este, llegando al Golfo de Alaska, y hacia el sur, hasta las regiones subtropicales de México. Prefieren temperaturas cercanas a los 15–18 grados Celsius (59–64 grados Fahrenheit).
La paparda del Pacifico es una especie altamente migratoria. Los adultos suelen encontrarse mar adentro, cerca de la superficie del océano, formando cardúmenes. Los juveniles se asocian con algas marinas flotantes. La paparda del Pacifico es ovíparo, y sus huevos se adhieren a objetos flotantes, como las algas, mediante filamentos en la superficie de la cáscara.

## Usos

### Japón

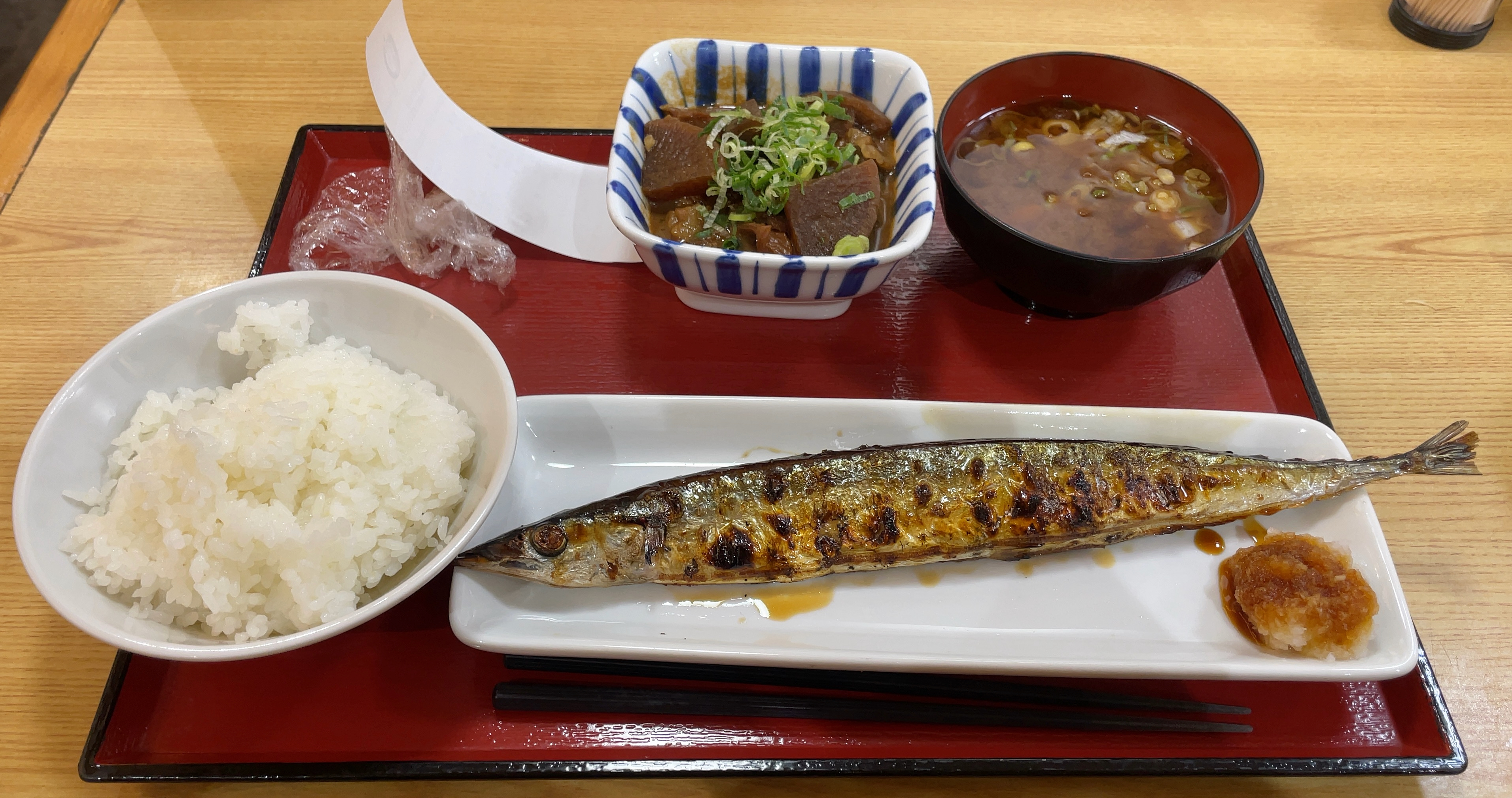
Sanma a la parrilla con arroz, sopa de miso y nimono

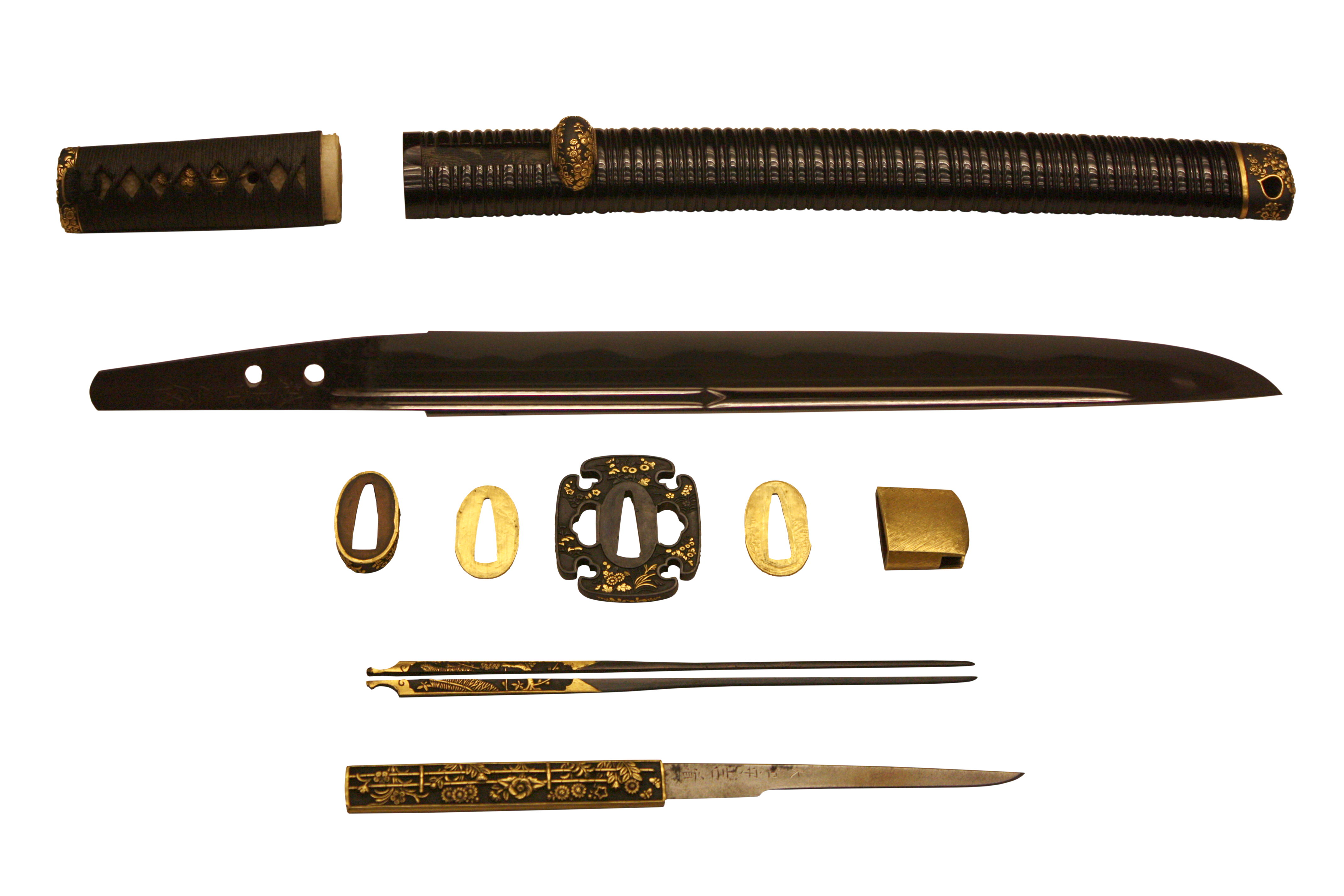
El nombre (秋刀魚 "pez cuchillo de otoño") proviene de la forma y el color de una katana.

La paparda del Pacifico se conoce como sanma (さんま/サンマ) o saira (さいら/サイラ) en japonés. El kanji utilizado en el nombre japonés del pez (秋刀魚) se traduce literalmente como "pez cuchillo de otoño", ya que la forma de su cuerpo se asemeja a una katana .
La paparda del Pacifico es uno de los alimentos estacionales más representativos del otoño en la cocina japonesa. Se sirve con mayor frecuencia salado y asado (a la parrilla) entero, acompañado de daikon oroshi (rábano rallado) y servido junto a un tazón de arroz y otro de sopa de miso. Otros condimentos pueden incluir salsa de soja, sudachi, lima, limón u otros jugos cítricos. Aunque sus intestinos son amargos, muchas personas prefieren no limpiar el pescado, ya que aseguran que ese toque de amargor, equilibrado con los condimentos, forma parte de su atractivo.
La paparda del Pacifico también tiene muchas espinas pequeñas, aunque no tantas como las sardinas. En Japón se celebran festivales dedicados a este pescado, como el Festival de Sanma de Otoño en Meguro.
El sashimi de sanma está ganando popularidad, aunque aún no es común. Aunque se utiliza raramente para sushi, el sanma-zushi es una especialidad regional en algunas áreas de la península de Kii, especialmente a lo largo de la costa sur de la prefectura de Mie. Se prepara encurtiendo el sanma en sal y vinagre (dependiendo de la región, se puede usar vinagre de naranja amarga o de cidra) y colocándolo sobre arroz avinagrado para crear el sushi terminado.

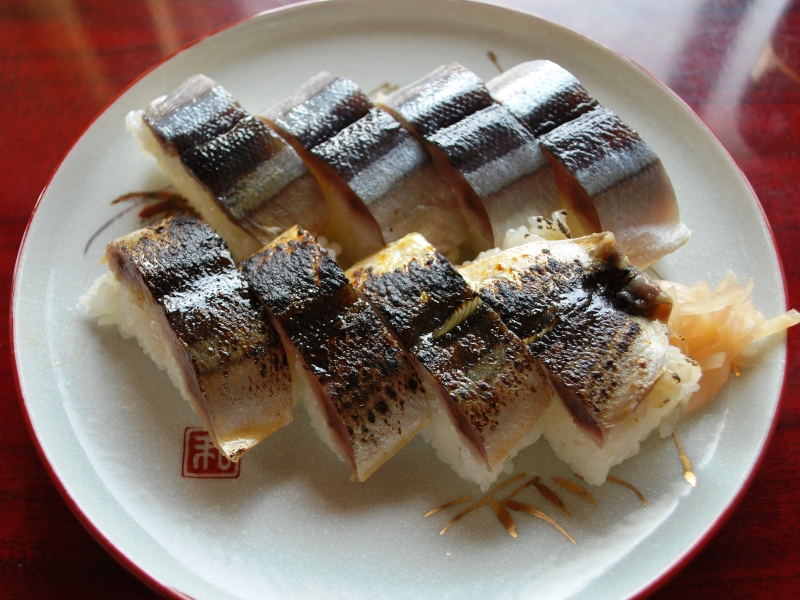
Sushi
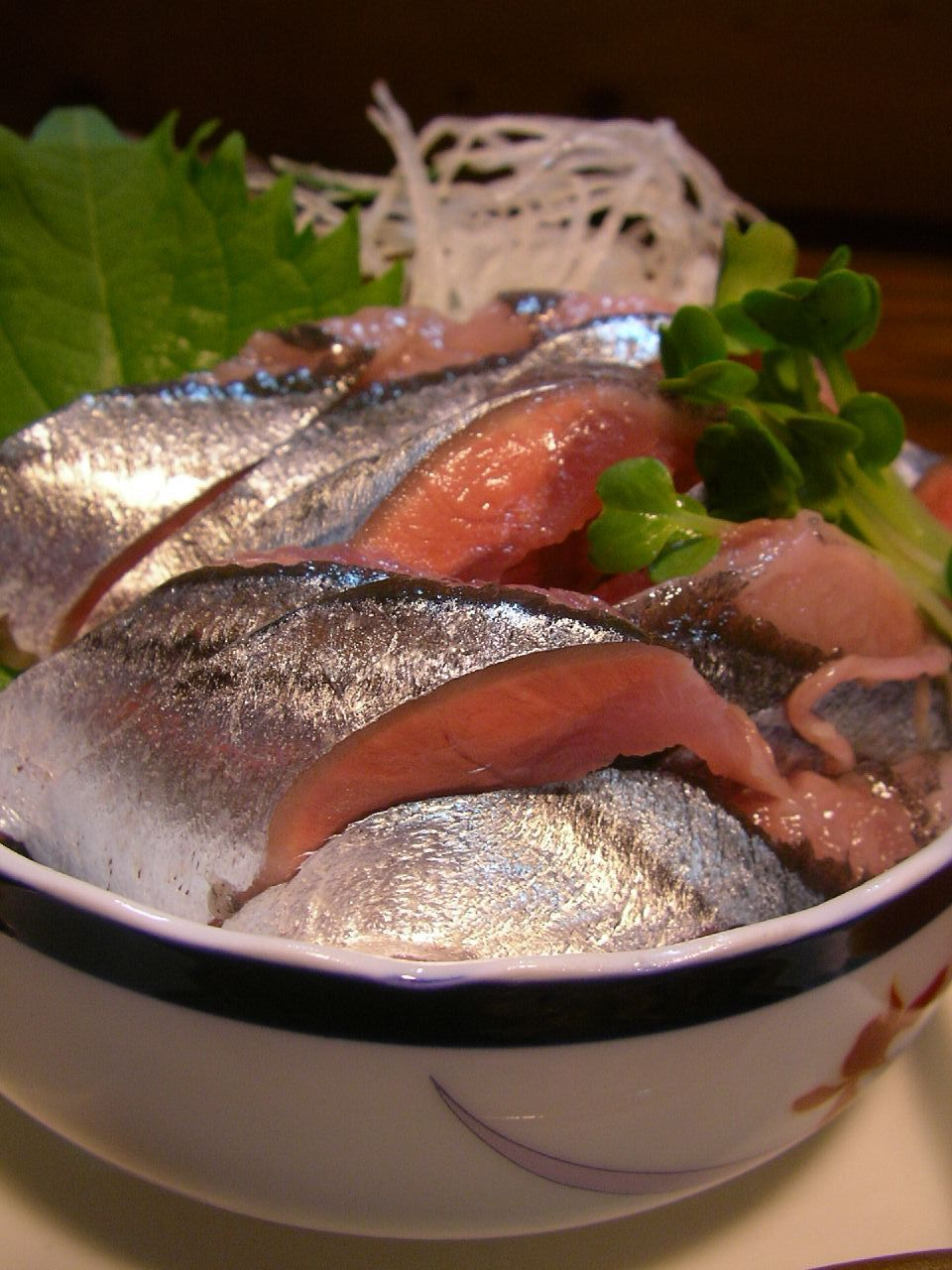
Sashimi
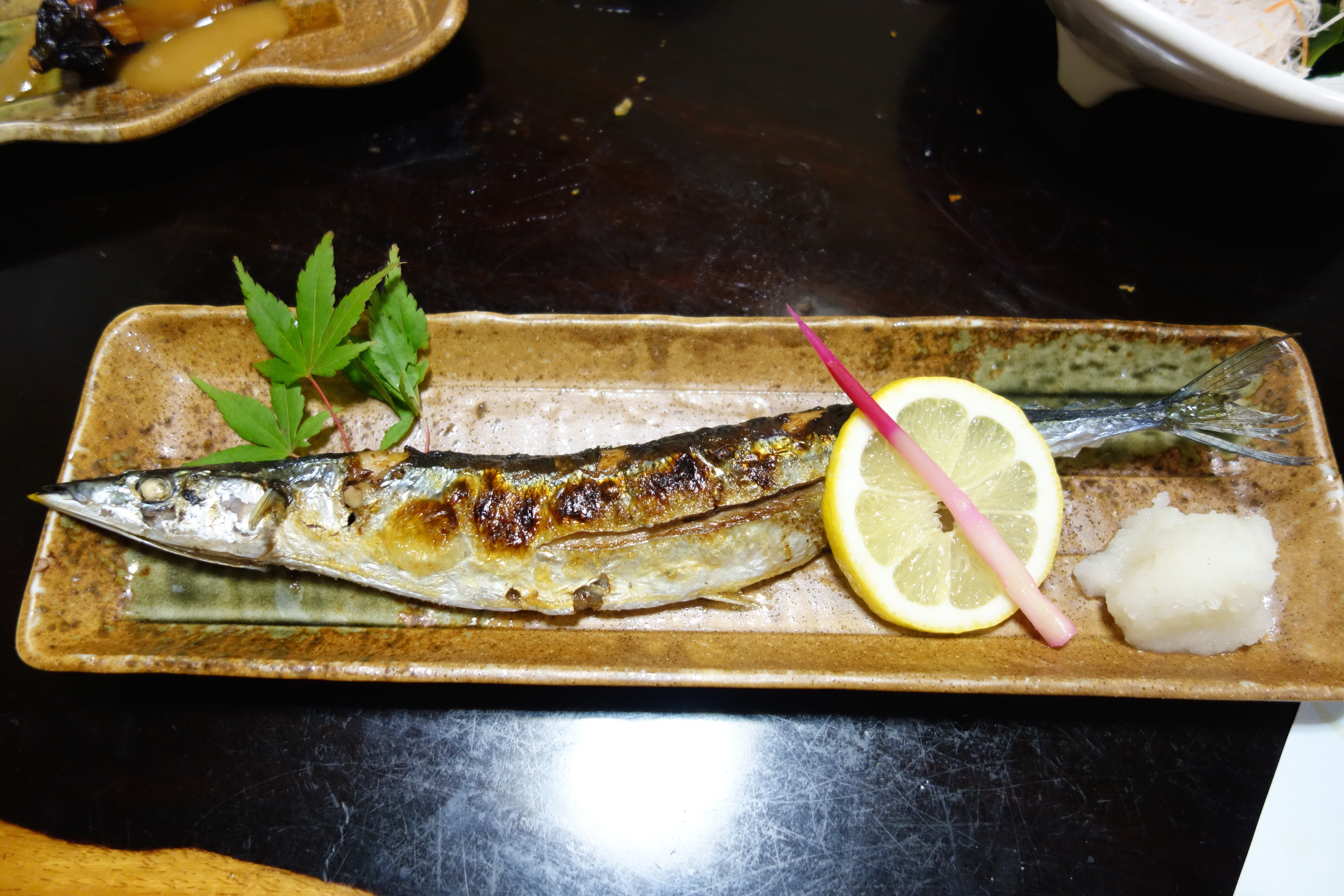
A la parrilla
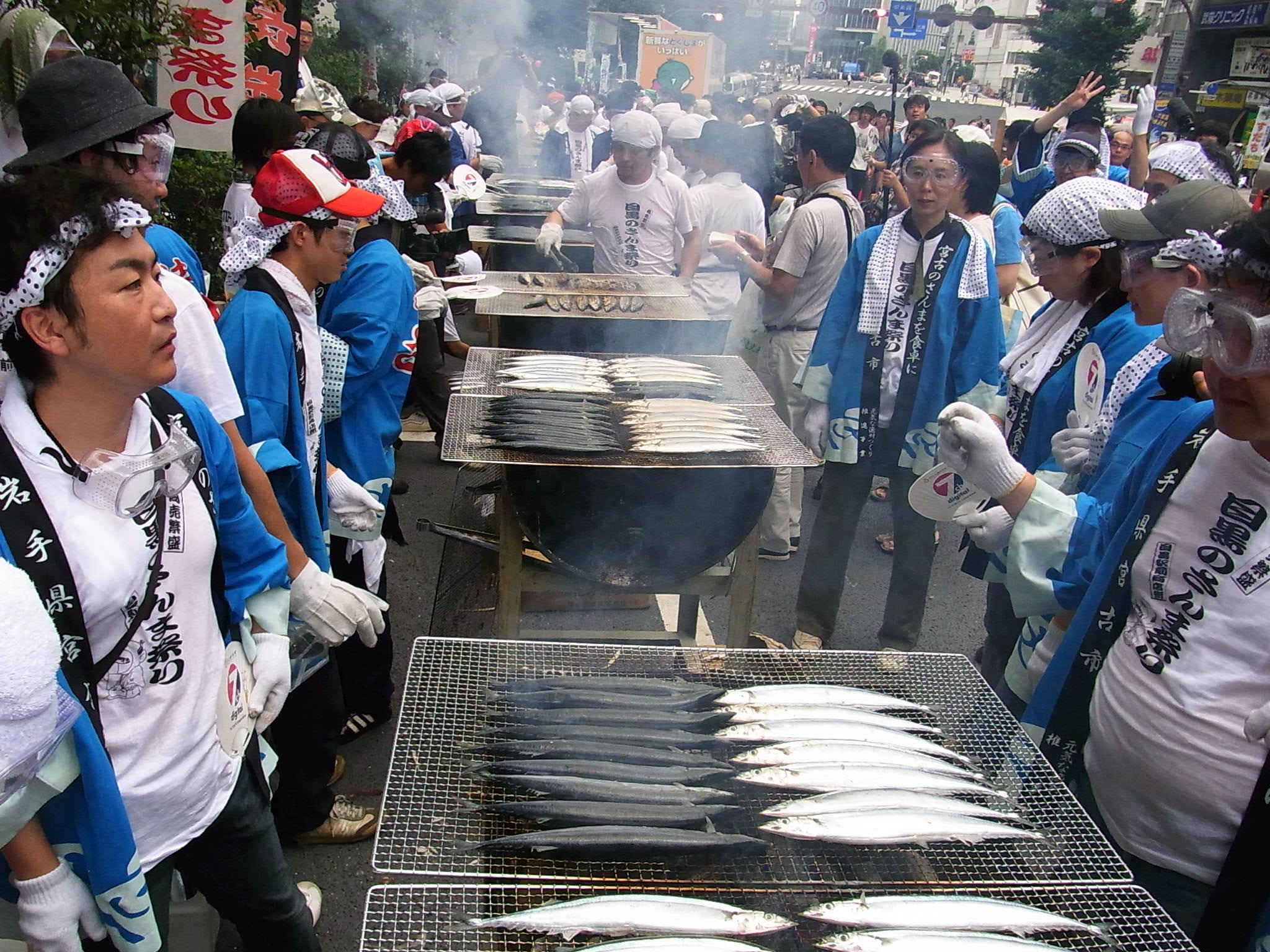
Festival Sanma en Meguro

### Corea

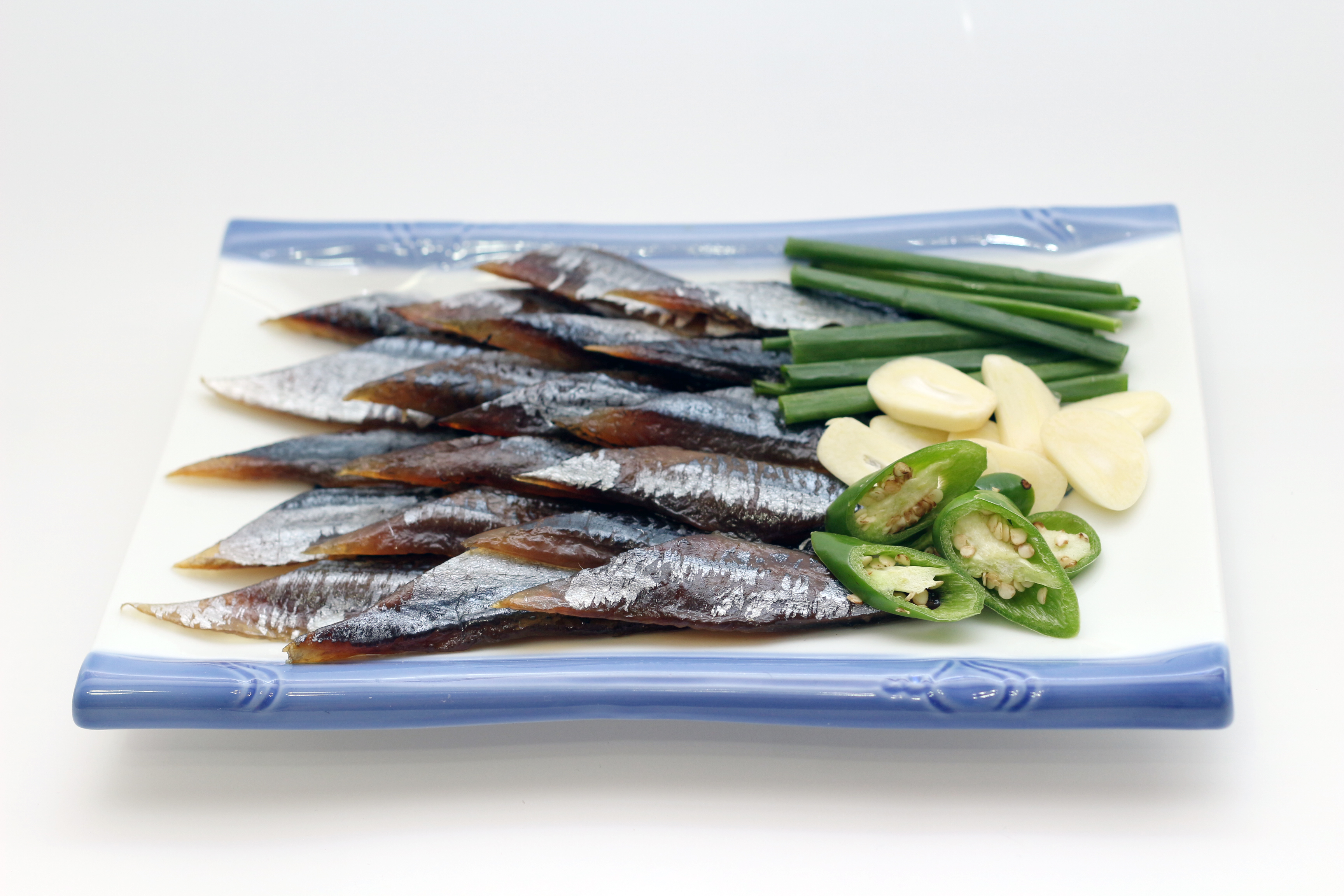
Gwamegi coreano

La paparda del Pacífico se llama kkongchi (꽁치) en coreano .
El gwamegi es un platillo coreano hecho de la paparda del Pacifico medio seco, preparado durante el invierno. Se consume principalmente en la región de la provincia de Gyeongsang del Norte, en lugares como Pohang, Uljin y Yeongdeok, donde se captura una gran cantidad de este pescado.

### Rusia

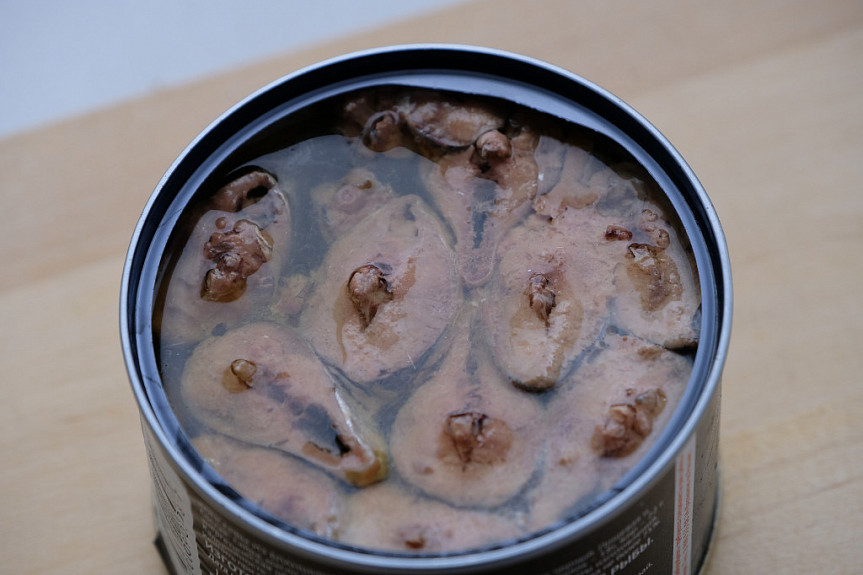
Lata de paparda

Conocido como *saira* (сайра) en ruso, la paparda del Pacifico es muy popular en Rusia, que tiene acceso directo al Océano Pacífico. En Rusia, se vende enlatado con sal y especias, a veces con la adición de aceite vegetal o salsa de tomate. También se consume ahumado.

### Reino Unido
La paparda del Pacifico se utiliza como cebo para la pesca de lucios y pesca en el mar. En el Reino Unido, generalmente se les llama blueys, posiblemente debido a que las personas confunden La paparda del Pacifico con la caballa azul.

## Pesca

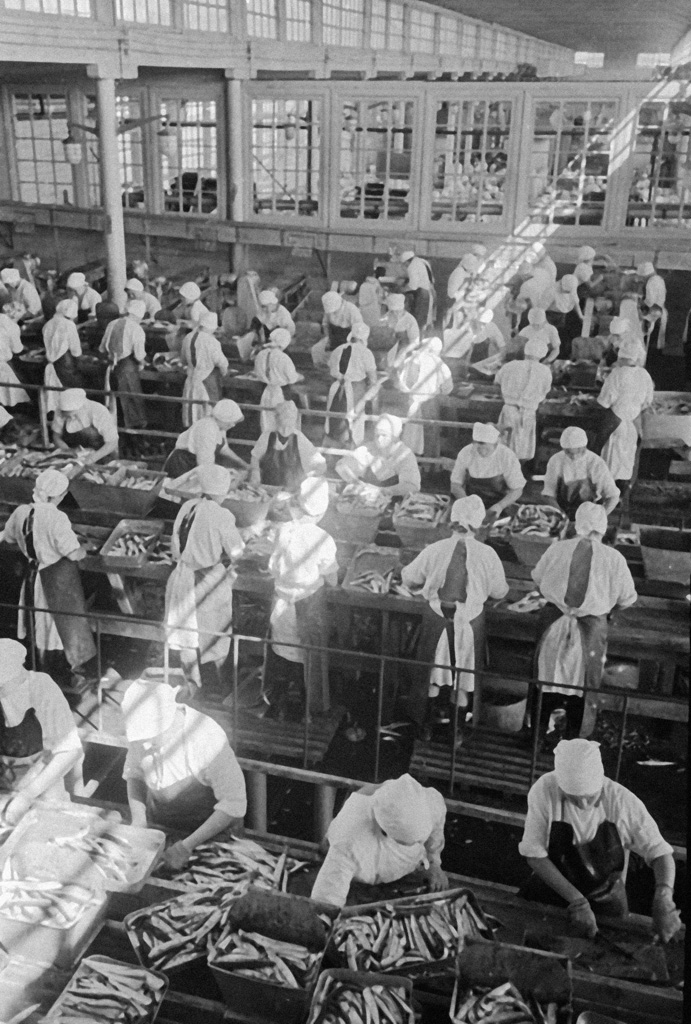
Procesamiento de paparda del Pacífico en la isla Shikotan, 1969

Alrededor de 1950, Japón capturaba aproximadamente el 98% de la pesca, y Corea del Sur alrededor del 2%, pero la participación de Japón en la captura ha disminuido proporcionalmente en las últimas décadas. Otros países que ahora pescan la paparda del Pacifico incluyen a China y Taiwán. La Unión Soviética pescaba paparda alrededor de 1960 hasta la disolución del país. Taiwán comenzó a pescar este pescado alrededor de 1988 y ha estado ampliando su captura.
Aproximadamente noventa embarcaciones taiwanesas participan en la pesca de largo alcance en el Pacífico Norte. Las capturas totales de parpadas del Pacifico de Taiwán fueron de 30,000 toneladas métricas en 2021 y 40,000 toneladas métricas en 2022. Las embarcaciones en la pesca de parpada de Taiwán han estado haciendo la transición de bombillas incandescentes y de descarga de alta intensidad (HID) a diodos emisores de luz (LED), lo que les permite reducir su impacto ambiental. 

## Galería

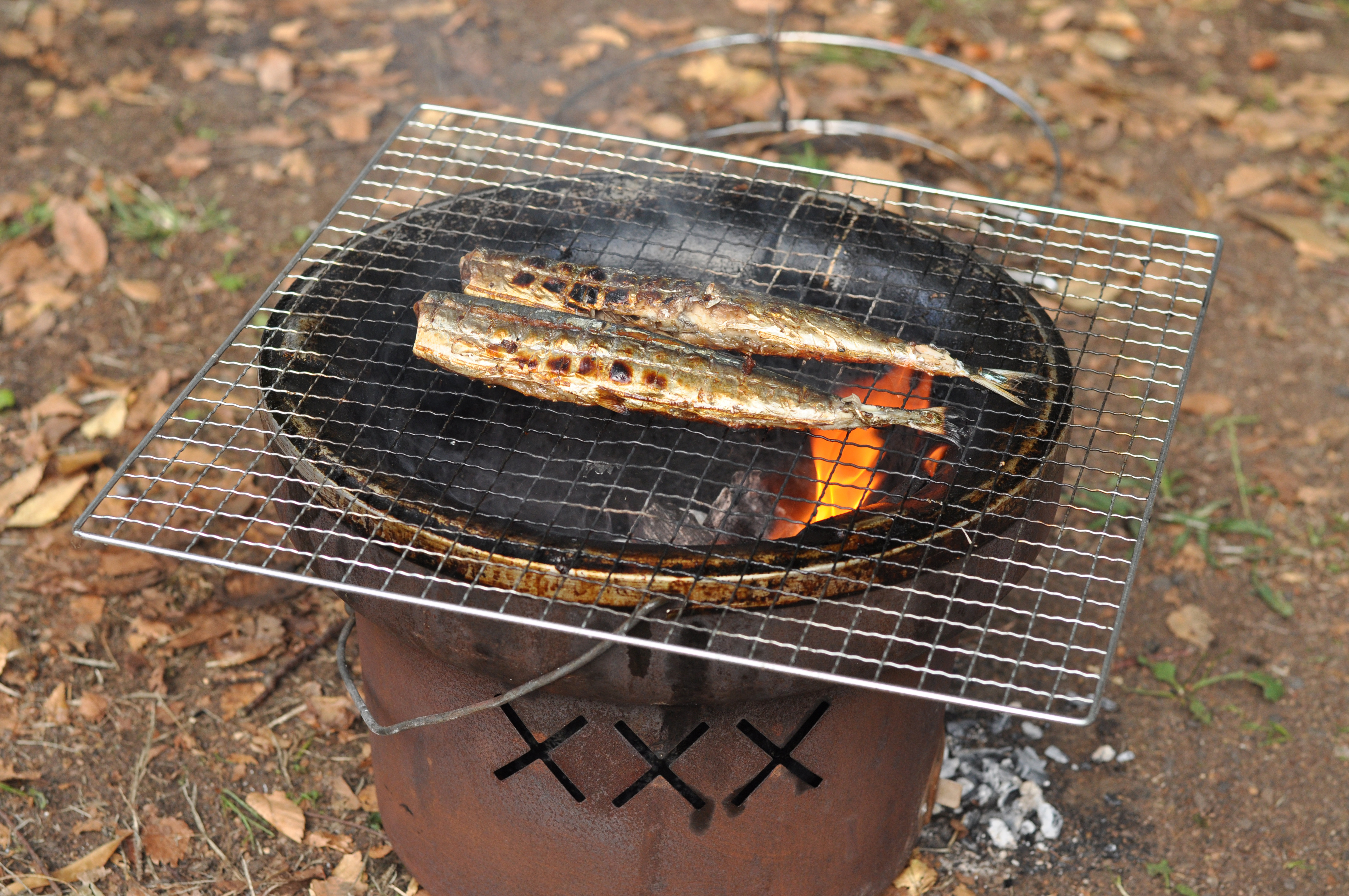
Asado a la parrilla en un shichirin
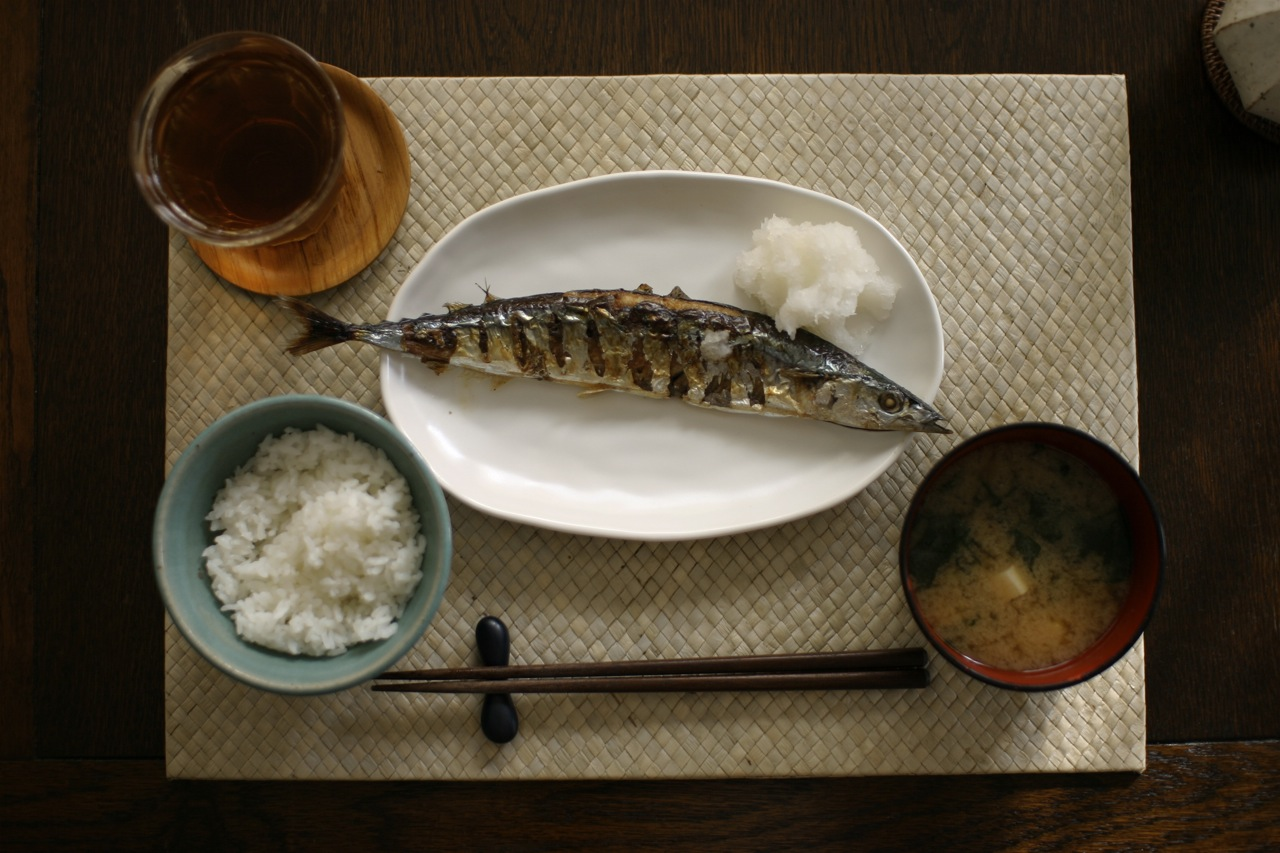
Paparda con sopa de miso y arroz
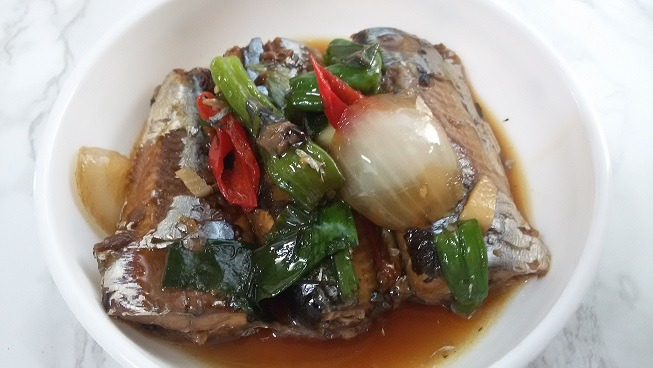
Kkongchi- jorim
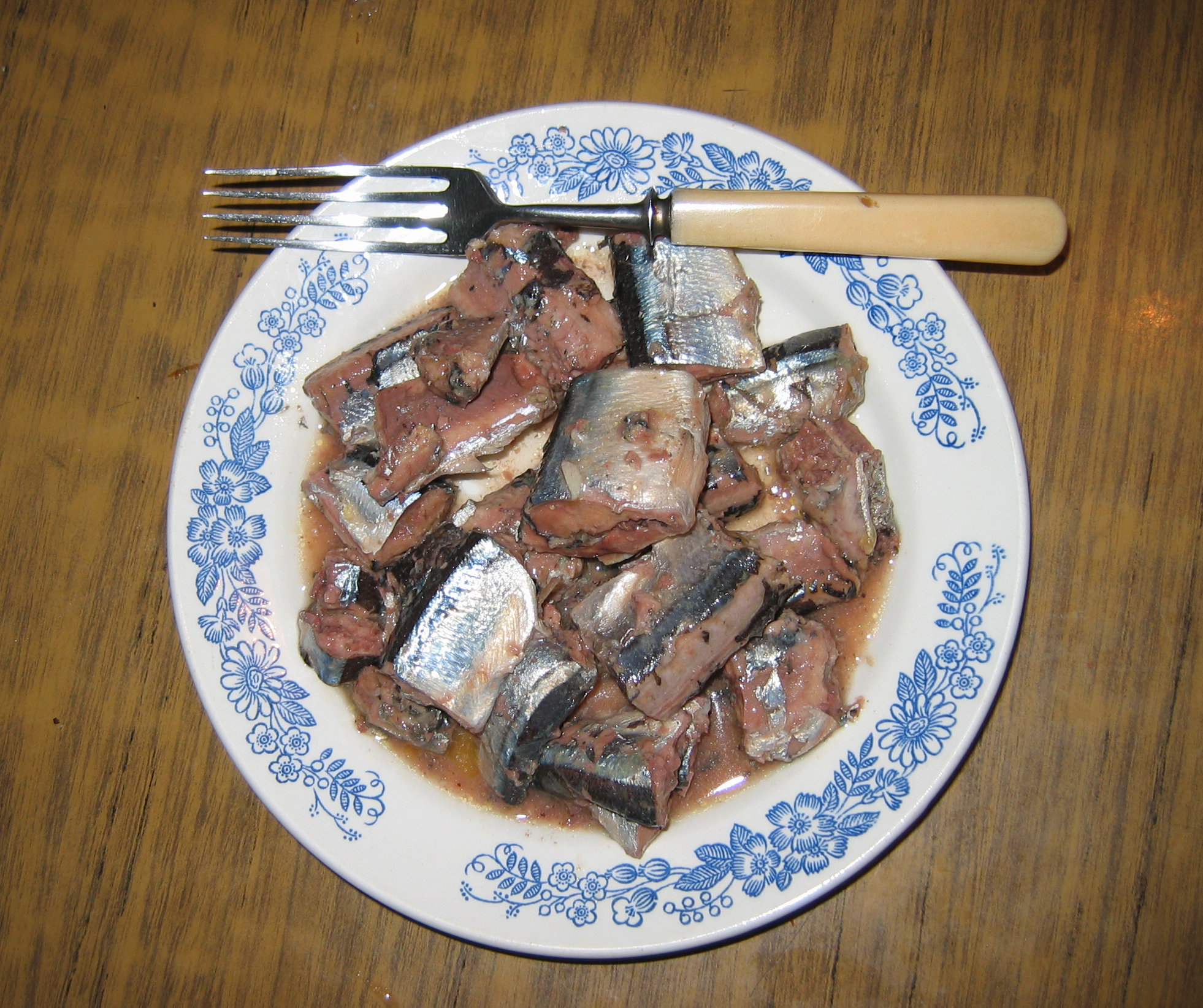
Paparda del Pacífico producida en Rusia